# پلی‌اترایمید
پلی‌اترایمید (به انگلیسی: Polyetherimide) با فرمول شیمیایی (C۳۷H۲۴O۶N۲)n یک ترکیب شیمیایی است؛ که جرم مولی آن متغیر می‌باشد. شکل ظاهری این ترکیب، جامد شفاف به رنگ کهربایی است.